# Record de France du saut en longueur
Pour un article plus général, voir Records de France d'athlétisme.
Les records de France seniors du saut en longueur sont actuellement détenus par Salim Sdiri, auteur de 8,42 m le 12 juin 2009 lors du meeting de Pierre-Bénite, et par Eunice Barber chez les femmes avec la marque de 7,05 m, établie le 14 septembre 2003 à Monaco.

## Record de France masculin
| Performance | Athlète             | Date              | Lieu              |
| ----------- | ------------------- | ----------------- | ----------------- |
| 5,92 m      | E. Toussaint        | 18 mai 1893       | Paris             |
| 5,94 m      | Jean-Guy Gautier    | 3 juin 1894       | Paris             |
| 5,95 m      | Jean Gluckowski     | 26 mai 1895       | Paris             |
| 6,32 m      | Jean Gluckowski     | 26 mai 1895       | Paris             |
| 6,75 m      | Albert Delannoy     | 14 juillet 1900   | Paris             |
| 6,90 m      | Jean Catteau        | 23 août 1903      | Roubaix           |
| 6,96 m      | Charles Hervoche    | 7 juin 1908       | Saint-Cloud       |
| 7,00 m      | Charles Hervoche    | 5 juillet 1908    | Saint-Cloud       |
| 7,06 m      | Henri Puncet        | 27 juillet 1911   | Bordeaux          |
| 7,08 m      | Louis Wilhelme      | 14 juillet 1923   | Paris             |
| 7,12 m      | Louis Wilhelme      | 21 juin 1924      | Colombes          |
| 7,14 m      | Victor Barlier      | 28 septembre 1930 | Colombes          |
| 7,19 m      | Robert Paul         | 10 juillet 1932   | Colombes          |
| 7,21 m      | Robert Paul         | 17 juillet 1932   | Montargis         |
| 7,36 m      | Robert Paul         | 24 juillet 1932   | Colombes          |
| 7,48 m      | Robert Paul         | 11 septembre 1932 | Colombes          |
| 7,50 m      | Robert Paul         | 9 octobre 1932    | Colombes          |
| 7,60 m      | Robert Paul         | 16 juin 1935      | Colombes          |
| 7,70 m      | Robert Paul         | 4 août 1935       | Colombes          |
| 7,70 m      | Christian Collardot | 4 juin 1960       | Oran              |
| 7,73 m      | Christian Collardot | 24 septembre 1960 | Colombes          |
| 7,75 m      | Ali Brakchi         | 29 juillet 1962   | Colombes          |
| 7,79 m      | Alain Lefèvre       | 18 mai 1964       | Paris             |
| 7,82 m      | Alain Lefèvre       | 18 juillet 1964   | Annecy            |
| 7,82 m      | Jean Cochard        | 26 juillet 1964   | Colombes          |
| 7,83 m      | Alain Lefèvre       | 23 août 1964      | Thonon-les-Bains  |
| 7,88 m      | Jean Cochard        | 31 août 1966      | Budapest          |
| 8,02 m      | Jack Pani           | 24 juin 1967      | Colombes          |
| 8,03 m      | Jack Pani           | 19 octobre 1967   | Mexico            |
| 8,08 m      | Jack Pani           | 28 juillet 1968   | Colombes          |
| 8,16 m      | Jack Pani           | 22 juin 1969      | Pulversheim       |
| 8,26 m      | Jacques Rousseau    | 26 juin 1976      | Villeneuve-d'Ascq |
| 8,28 m      | Kader Klouchi       | 19 mai 1997       | Albi              |
| 8,30 m      | Kader Klouchi       | 5 juillet 1998    | Dijon             |
| 8,42 m      | Salim Sdiri         | 12 juin 2009      | Pierre-Bénite     |

## Record de France féminin
| Performance | Athlète              | Date              | Lieu              |
| ----------- | -------------------- | ----------------- | ----------------- |
| 4,53 m      | Suzanne Liébrard     | 7 juillet 1918    | Paris             |
| 4,66 m      | Yvonne Gorget        | 29 juin 1919      | Paris             |
| 4,67 m      | Alice Gonnet         | 3 juillet 1921    | Bourg-en-Bresse   |
| 4,74 m      | Thérèse Boyer        | 3 juillet 1921    | Paris             |
| 4,86 m      | Cécile Maugars       | 25 juin 1922      | Colombes          |
| 5,07 m      | Georgette Gagneux    | 6 juillet 1924    | Le Bourget        |
| 5,15 m      | Georgette Gagneux    | 20 juin 1926      | Paris             |
| 5,20 m      | Lucienne Laudré      | 10 juillet 1927   | Roubaix           |
| 5,37 m      | Georgette Gagneux    | 15 juillet 1928   | Paris             |
| 5,38 m      | Georgette Gagneux    | 16 juin 1929      | Paris             |
| 5,41 m      | Georgette Gagneux    | 28 juillet 1929   | Paris             |
| 5,51 m      | Madeleine Renaud     | 13 juillet 1936   | Colombes          |
| 5,51 m      | Éliane Loneux        | 23 juin 1946      | Paris             |
| 5,53 m      | Paulette Dussarat    | 6 juin 1948       | Bordeaux          |
| 5,64 m      | Yvonne Curtet        | 4 août 1948       | Londres           |
| 5,67 m      | Yvonne Curtet        | 15 août 1948      | Colombes          |
| 5,71 m      | Yvonne Curtet        | 10 juillet 1949   | Colombes          |
| 5,77 m      | Suzanne Glotin       | 10 juillet 1955   | Limoges           |
| 5,77 m      | Marthe Lambert       | 25 août 1955      | Prague            |
| 5,90 m      | Marthe Lambert       | 3 juin 1956       | Paris             |
| 5,94 m      | Marthe Lambert       | 29 juin 1958      | Ryswick           |
| 5,94 m      | Marthe Lambert-Djian | 14 juillet 1956   | Graz              |
| 6,00 m      | Marthe Djian         | 19 juillet 1958   | Colombes          |
| 6,02 m      | Annie Segouffin      | 7 août 1958       | Poitiers          |
| 6,11 m      | Marthe Djian         | 7 août 1958       | Poitiers          |
| 6,13 m      | Marthe Djian         | 21 août 1958      | Stockholm         |
| 6,26 m      | Claude Bouix         | 21 juillet 1963   | La Haye           |
| 6,39 m      | Odette Ducas         | 31 août 1968      | Font-Romeu        |
| 6,47 m      | Odette Ducas         | 17 juillet 1970   | Colombes          |
| 6,49 m      | Odette Ducas         | 14 août 1971      | Helsinki          |
| 6,57 m      | Jackie Curtet        | 10 septembre 1977 | Nice              |
| 6,58 m      | Jackie Curtet        | 11 juin 1978      | Bruxelles         |
| 6,62 m      | Jackie Curtet        | 23 juillet 1978   | Paris             |
| 6,79 m      | Nadine Fourcade      | 4 mai 1985        | Montgeron         |
| 6,94 m      | Nadine Caster        | 25 juin 1995      | Villeneuve-d'Ascq |
| 7,01 m      | Eunice Barber        | 21 juillet 1999   | Paris             |
| 7,05 m      | Eunice Barber        | 14 septembre 2003 | Monaco            |

## Records de France en salle

### Hommes
| Temps  | Athlète               | Date            | Lieu       |
| ------ | --------------------- | --------------- | ---------- |
| 8,17 m | Jean-François Bonhème | 9 mars 1974     | Göteborg   |
| 8,24 m | Salim Sdiri           | 19 février 2005 | Liévin     |
| 8,27 m | Salim Sdiri           | 28 janvier 2006 | Mondeville |

### Femmes
| Temps  | Athlète         | Date             | Lieu        |
| ------ | --------------- | ---------------- | ----------- |
| 6,25 m | Jacky Curtet    | 22 février 1976  | Munich      |
| 6,36 m | Jacky Curtet    | 26 février 1977  | Cosford     |
| 6,52 m | Jacky Curtet    | 11 février 1978  | Vittel      |
| 6,52 m | Nadine Fourcade | 26 janvier 1986  | Liévin      |
| 6,55 m | Nadine Debois   | 1er février 1986 | Liévin      |
| 6,66 m | Nadine Fourcade | 1er février 1986 | Liévin      |
| 6,81 m | Nadine Debois   | 8 mars 1986      | Paris       |
| 6,84 m | Éloyse Lesueur  | 26 janvier 2008  | Gainesville |
| 6,85 m | Éloyse Lesueur  | 2 mars 2013      | Göteborg    |
| 6,87 m | Éloyse Lesueur  | 2 mars 2013      | Göteborg    |
| 6,90 m | Éloyse Lesueur  | 2 mars 2013      | Göteborg    |

## Sources
- DocAthlé2003, Fédération française d'athlétisme, p. 42 et p. 51
- Chronologies des records de France seniors plein air sur cdm.athle.com
- Chronologies des records de France seniors en salle sur cdm.athle.com